# Municipio de Lower Chanceford
El municipio de Lower Chanceford (en inglés: Lower Chanceford Township) es un municipio situado en el condado de York, estado de Pensilvania, Estados Unidos. Según el censo del año 2000, contaba una población de 2,889 habitantes y una densidad poblacional de 26 personas por km².

## Geografía
El municipio de Lower Chanceford se encuentra ubicado en las coordenadas 39°48′00″N 76°20′59″O / 39.80000, -76.34972.

## Demografía
Según la Oficina del Censo en 2000 los ingresos medios por hogar en la localidad eran de $43,081 y los ingresos medios por familia eran $48,063. Los hombres tenían unos ingresos medios de $37,042 frente a los $21,890 para las mujeres. La renta per cápita para la localidad era de $17,821. Alrededor del 7,6% de la población estaban por debajo del umbral de pobreza.